# Seznam slotů a socketů společnosti AMD
Seznam slotů a socketů společnosti AMD slouží jako rychlý přehled jednotlivých slotů a socketů firmy AMD.

## Desktop
- Slot A
- Socket 462/Socket A
- Socket 754
- Socket 939
- Socket AM2
- Socket AM2+
- Socket AM3
- Socket FM1
- Socket AM3+
- Socket FM2
- Socket FM2+
- Socket AM1
- Socket AM4
- Socket TR4
- Socket AM5

## Mobilní segment
- Socket 563
- Socket S1

## Server
- Socket 940
- Socket F
- Socket G34
- Socket C32